# حماية الأراضي الرطبة

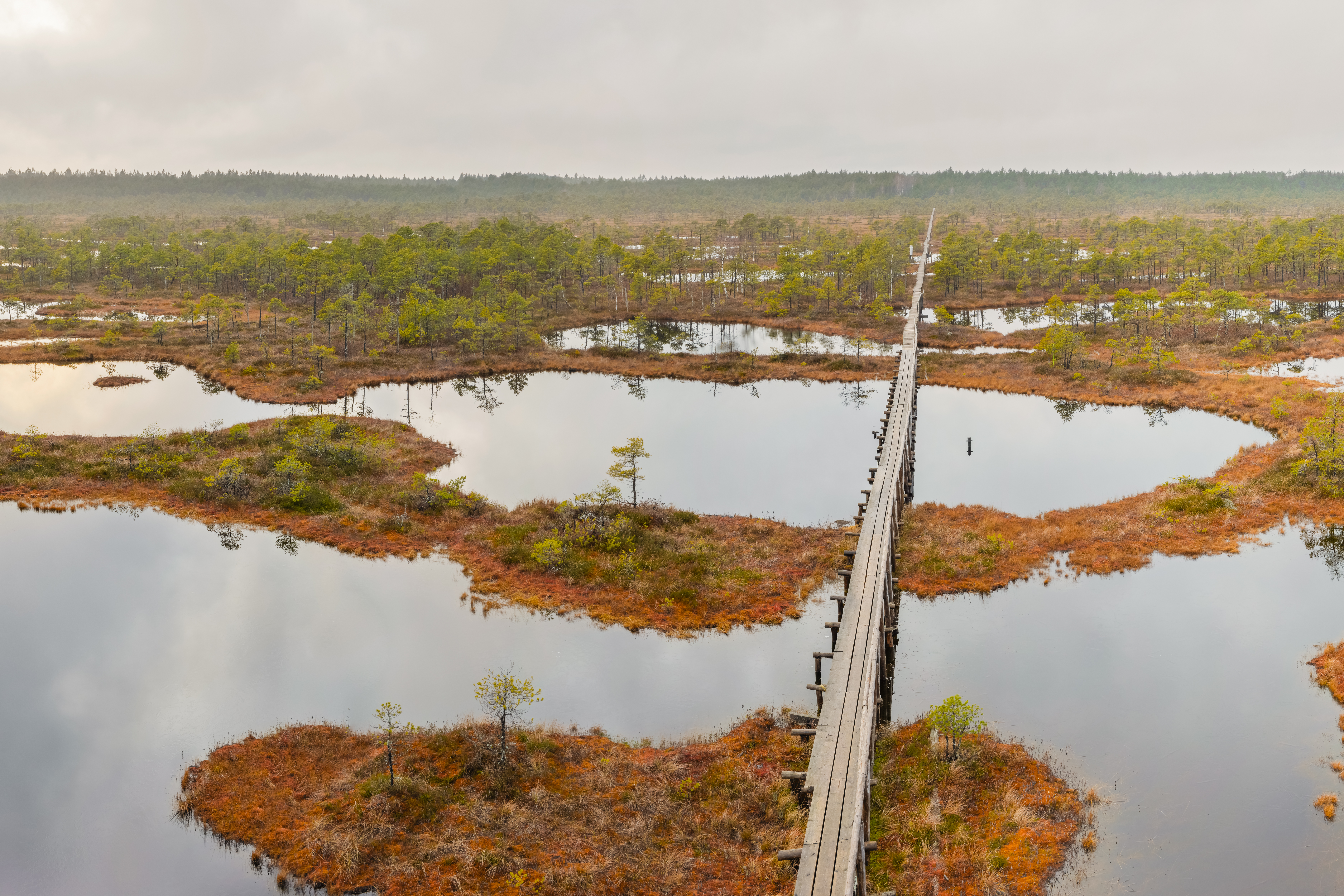
تمثل هذه الصورة نموذجاً يبين حماية الأرتضي الرطبة

تهدف حماية الأراضي الرطبة أو المحافظة على الأراضي الرطبة إلى حماية وحفظ المناطق التي توجد فيها المياه عند سطح الأرض أو بالقرب منه، كالمستنقعات، والسبخات، والرخاخات. تغطي الأراضي الرطبة ستة بالمئة على الأقل من الأرض، وقد أصبحت قضية محورية من شؤون الحماية والحفظ بسبب الخدمات المنظومة البيئية التي تقدمها. يحصل أكثر من ثلاث بلايين شخص، نحو نصف عدد سكان العالم، على حاجاتهم الرئيسية من المياه من المياه العذبة في الأراضي الداخلية الرطبة. يعتمد العدد نفسه من الأشخاص على الرز كغذاء رئيسي، وهو محصول يزرع غالبًا في الأراضي الرطبة الطبيعية والمصطنعة. في بعض مناطق العالم، كأراضي كيلومبيرو الرطبة في تنزانيا، يعتمد نحو كل السكان على حصاد الأراضي الرطبة لمعيشتهم.
تشكل المسامك أيضًا مصدرًا مهمًّا للبروتين والدخل في العديد من الأراضي الرطبة. وفقًا لمنظمة الأمم المتحدة للغذاء والزراعة، فإن الصيد الكلي من المياه الداخلية (الأنهار والأراضي الرطبة) كان 8.7 مليون طن متري في عام 2002. إلى جانب الغذاء، توفر الأراضي الرطبة النسيج، والوقود، والنباتات الاستطبابية. وهي توفر أيضًا أنظمة بيئية قيمة للطيور ومخلوقات مائية أخرى، وتساعد في تخفيض الأثر الضار للفيضانات، وتتحكم بالتلوث، وتنظم المناخ. من الأهمية الاقتصادية، إلى الجمالية، تعددت أسباب حفظ الأراضي الرطبة على امتداد العقود القليلة الماضية.

## تعريف الأراضي الرطبة
هناك العديد من تعاريف الأراضي الرطبة. يعرف مؤتمر الأراضي الرطبة ذات الأهمية الدولية، والذي يعرف أيضًا باسم مؤتمر رامسار، الأراضي الرطبة بأنها تشمل: البحيرات والأنهار، المستنقعات والسبخات، الأراضي العشبية الرطبة وأراضي المخثات، الواحات، مصبات الأنهار، دلتا الأنهار وسهول المد، المناطق البحرية القريبة من الساحل، أيكات المنغروف والشعب المرجانية، المواقع بشرية الصنع كبرك السمك، وحقول الأرز، والخزانات، وأحواض الملح. في حين تصف وكالة حماية البيئة في الولايات المتحدة الأمريكية (إي بّي إيه) أو برنامج احتياطي الأراضي الرطبة، الأراضي الرطبة بوصفها: «تلك المناطق المغمورة أو المشبعة بالمياه السطحية أو الجوفية بتواتر وفترات كافية لدعم -وهي في الظروف العادية تدعم بالفعل- انتشار النباتات المتأقلمة عادةً للحياة في ظروف تربة مشبعة. تشمل الأراضي الرطبة بشكل عام المستنقعات والسبخات والرخاخات والمناطق المشابهة». تتنوع الأراضي الرطبة وتختلف من حيث مستويات الملوحة، المناطق المناخية، أشكال الحياة النباتية التي تدعمها، الجغرافية المحيطة، وفيما إذا كانت ساحلية أو داخلية وما شابه.

## وظائف الأراضي الرطبة
الوظائف الأساسية التي تؤديها الأراضي الرطبة هي: تنقية المياه، تخزين المياه، الإنتاجية الحيوية، توفير المسكن لأشكال الحياة البرية.

### تنقية المياه
تساعد الأراضي الرطبة في تنقية المياه عن طريق إزالة المغذيات الفائضة، إذ تبطئ المياه بما يسمح للجسيمات بالاستقرار خارج المياه ليمكن امتصاصها لاحقًا عبر جذور النباتات. أظهرت الدراسات أن نسبةً تصل إلى 92% من الفسفور وحتى 95% من النتروجين يمكن إزالتها من المياه المارة في أرض رطبة. يمكن أن تدع الأراضي الرطبة أيضًا الملوثات تستقر وتلتصق بحبيبات التربة، بنسبة تصل إلى 70% من الرواسب في الصبيب (مياه الأمطار أو ذوبان الثلوج الجارية على سطح الأرض). حتى أن بعض نباتات الأراضي الرطبة اكتشفت برواسب من المعادن الثقيلة بتراكيز أكبر بمئة ألف ضعف من تراكيزها في المياه المحيطة بها. دون هذه الوظائف، قد يستمر حمل المياه الجارية من المواد المغذية والملوثة بالازدياد، ما يؤدي إلى إلقاء معزول لتراكيز مرتفعة أسفل الخط. من الأمثلة على هذه الحالات المنطقة الميتة من نهر المسيسيبي، وهي منطقة أدى فيها فائض المواد المغذية إلى كميات كبيرة من الطحالب السطحية، والتي تستهلك الأكسجين وتخلق ظروفًا هيبوكسية (ذات مستويات منخفضة جدًّا من الأكسجين).
يمكن للأراضي الرطبة حتى تنقية وامتصاص البكتيريا الضارة من المياه. تستضيف سلاسلها الغذائية المعقدة ميكروبات وبكتيريا متنوعةً تقتات عليها اللافقاريات. يمكن لهذه اللافقاريات تنقية ما يصل إلى 90% من البكتيريا من المياه بهذه الطريقة.

### التخزين
يمكن للأراضي الرطبة تخزين نحو 1-1.5 مليون غالون من مياه الفيضانات في الفدان الواحد (الأكر). بمعرفة أن الأراضي الرطبة في الولايات المتحدة الأمريكية تبلغ مساحتها التقريبية 107.7 مليون فدان، فإن هذا يعني أن الأراضي الرطبة في الولايات المتحدة يحتمل أنها قادرة على تخزين أكثر من ترليون غالون من مياه الفيضانات. بتخزين وتبطيئ المياه، تسمح الأراضي الرطبة بإعادة تعبئة المياه الجوفية. «قدرت قيمة مستنقع مساحته 550,000 فدان في فلوريدا بنحو 25 مليون دولار في السنة بسبب دوره في تخزين المياه وإعادة ملء طبقة المياه الجوفية». وبإضافة قدرة المياه الرطبة على تخزين وتبطيئ المياه إلى فدرتها على تنقية المياه من الرواسب، فإن الأراضي الرطبة تؤدي دورًا مهمًّا في تأخير الحت والتآكل.

### الإنتاجية الحيوية
تمتلك الأراضي الرطبة القدرة على أن تكون مرتفعة الإنتاجية الحيوية (أي القدرة على إنتاج الكتلة الحيوية بشكل سريع) بسبب قدرتها الكبيرة على امتصاص المواد المغذية. بل إن الأراضي الرطبة ذات المياه العذبة يمكن مقارنتها حتى بالغابات المطيرة الاستوائية من حيث إنتاجية النباتات. قد تغدو قدرتها على إنتاج الكتلة الحيوية بشكل فعال مهمة لتطور مصادر طاقة بديلة.
مع أن الأراضي الرطبة لا تغطي سوى نحو 5% من سطح اليابسة في الولايات الأمريكية ذات الحدود المشتركة (49 ولاية تشكل البر الأساسي للولايات المتحدة)، فإنها تدعم 31% من فصائل النباتات. وهي تدعم أيضًا، عن طريق الإطعام والإيواء، ما يصل إلى نحو نصف فصائل الطيور المحلية الأمريكية الشمالية. إن تعداد الطيور، بالإضافة إلى لعبه دورًا مهماًّ في شبكات الغذاء، هو جوهر العديد من الرياضات الترفيهية ذات التمويل الجيد. (كصيد الطيور المائية ومراقبة الطيور).

### مسكن للحيوانات البرية
إن مسكن الحيوانات البرية ليس مهمًّا لحفظ النوع وحسب، بل لتوفير عدد من الفرص الترفيهية الأخرى. بالنسبة لكونه هدفًا متعلقًا بالحفظ، فإن مساكن الحيوانات البرية تدار بحيث يحافظ عليها وتستخدم فيها الموارد بطريقة مستدامة. خمس وتسعون بالمئة من كل السمك والمحار الذي اصطيد لأهداف تجارية في الولايات المتحدة الأمريكية آتٍ من الأراضي الرطبة. ملجأ موسكاتاتوك الوطني للحياة البرية مثال على المواقع الترفيهية للصيد، وصيد السمك، ومراقبة الحيوانات البرية والتصوير، والذي يمتلك إدارة جيدة للحياة البرية. بعض أجزاء المنطقة هي أراضٍ رطبة تدار لتوفير المسكن للطيور المهاجرة، كالطيور المائية والطيور الشادية. يولد 14 مليون صياد في الولايات المتحدة الأمريكية نشاطًا اقتصاديًا يتجاوز 50 مليار دولار سنويًّا. هذا لا يشمل الستين مليون شخص الذين يشاهدون الطيور المهاجرة كهواية. تولد منطقة فلورديا كيز ذات الأراضي الرطبة أكثر من 800 مليون دولار كدخل سياحي سنوي فقط.